# Appias maria
Appias maria é uma espécie de borboleta encontradas nas Filipinas e no Japão.

## Subespécies
- A. m. maria
- A. m. adorabilis Fruhstorfer, 1910
- A. m. dolorosa Fruhstorfer, 1910
- A. m. kabiraensis Murayama, 1970